# وینتسندورف موتمانسدورف
وینتسندورف موتمانسدورف (به آلمانی: Winzendorf-Muthmannsdorf) یک منطقهٔ مسکونی در اتریش است که در ناحیه وینر نوی‌اشتات-لاند واقع شده‌است. وینتسندورف موتمانسدورف ۱۶٫۱۶ کیلومتر مربع مساحت دارد ۳۲۷ متر بالاتر از سطح دریا واقع شده‌است.